# NGC 4606
NGC 4606 је спирална галаксија у сазвежђу Девица која се налази на NGC листи објеката дубоког неба.
Деклинација објекта је + 11° 54' 43" а ректасцензија 12h 40m 57,5s. Привидна величина (магнитуда) објекта NGC 4606 износи 11,7 а фотографска магнитуда 12,6. NGC 4606 је још познат и под ознакама UGC 7839, MCG 2-32-174, CGCG 70-213, VCC 1859, IRAS 12384+1211, PGC 42516.